# Engyprosopon vanuatuensis
 Engyprosopon vanuatuensis és un peix teleosti de la família dels bòtids i de l'ordre dels pleuronectiformes.

## Morfologia
Pot arribar als 5,6 cm de llargària total.

## Distribució geogràfica
Es troba a les costes de Vanuatu.